# クラシック・ケース
クラシック・ケース(Classic Case)とは、アメリカ合衆国ノースカロライナ州チャペルヒルにて結成されたエモバンドである。日本での知名度が上がるやいなや、そのクオリティの高いエモサウンドが話題となり、1stアルバム「Dress to Depress」がスマッシュ・ヒットを記録したが、その後、2nd「Losing at Life」を発表後に無期限の活動停止を宣言した。

## 現在のメンバー
- ジャード・ドローガン/Jared Draughon - (ヴォーカル・ギター)
- ジョシュ・ムーア/Josh Moore
- ダリジャー・ラング/Durijah Lang
- エリック・メンデルセン/Eric Mendelson

### 旧メンバー
- シテファン・リンジー/Stephan Linde
- ミッチェル・マロウ/Mitchell Marlow

## 略歴
2002年初頭に、ノースカロライナ州チャペルヒルにてジャード・ドローガンを中心に結成。
2005年10月18日、1stアルバム「Dress to Depress」をリリース。
2007年2月20日、2ndアルバム「Losing at Life」をリリース。そしてもななくして活動停止を宣言。

## ディスコグラフィー

### アルバム
- 1st - 「Dress to Depress」
- 2nd - 「Losing at Life」

### EP
- It's Been Business Doing Pleasure With You (2003)